# 马尔欣
马尔欣（德語：Malchin）是德国梅克伦堡-前波美拉尼亚州的市镇，隶属于梅克伦堡湖区县。总面积为95平方千米，截至2023年12月31日总人口为7,231人。